# Rizomorf

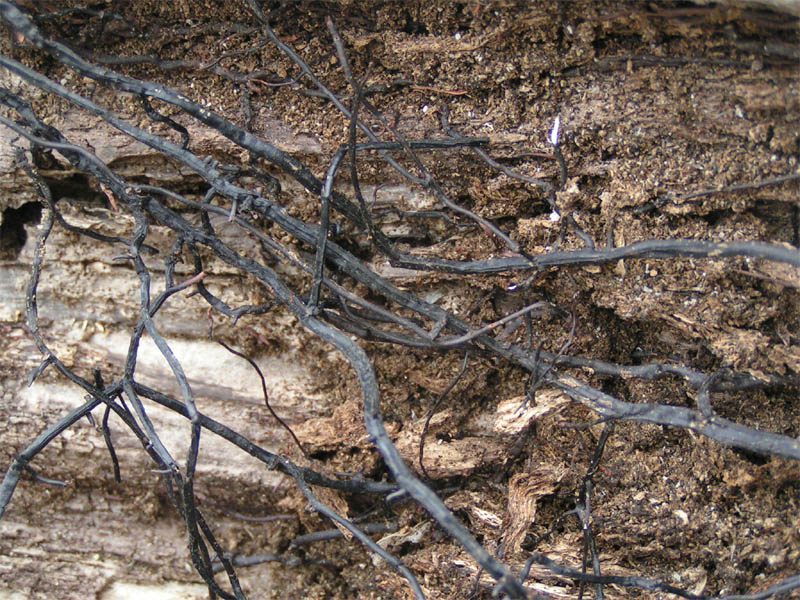
Rizomorf van de Echte honingzwam (Armillaria mellea)

Een rizomorf (meervoud rizomorfen) bestaat uit vele hyfen dicht bijeen die tezamen voorkomen als één geheel. Doordat ze voorkomen als een soort aggregaat hebben rizomorfen het uiterlijk van een plantenwortel.
De hyfen van zwammen vormen dikwijls een zeer groot netwerk. Rizomorfen zijn een soort weefsels die helpen bij het overleven van het organisme. Daardoor kan de schimmel een nog groter hyfennetwerk (mycelium) maken. Zo kunnen meer voedingsbronnen aangesproken worden en kan de zwam overleven in meer extreme omstandigheden.

## Grootste levend wezen op aarde
Een sombere honingzwam (Armillaria ostoyae) die in de Amerikaanse staat Oregon groeit, is naar schatting 8.500 jaar oud en heeft een ondergrondse zwamvlok (mycelium) met een omvang van 965 hectare. Daarmee is deze schimmel het grootste levende wezen ter wereld. In het Zwitsers Nationaal Park komt in de Engadin-vallei een dergelijke schimmel van grote omvang voor. Hier is de zwamvlok ongeveer duizend jaar oud, ongeveer 800 meter lang en 500 meter breed.